# Qualitätsmanagementnorm

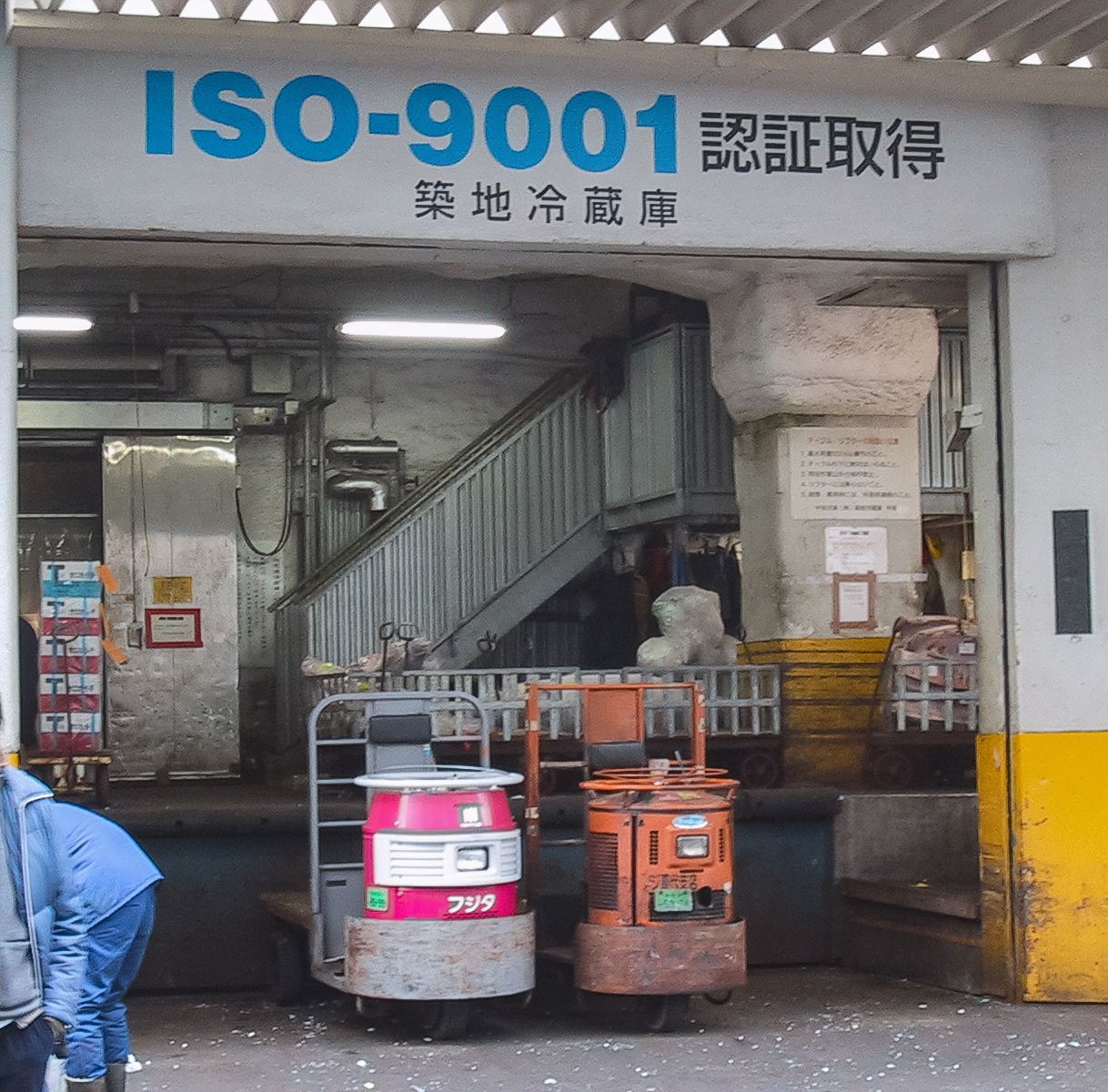
Fischgroßhändler am Tsukiji-Fischmarkt, der mit einer ISO-9001-Zertifizierung wirbt

Eine Qualitätsmanagementnorm beschreibt, welchen Anforderungen das Managementsystem einer Organisation – sei es ein Unternehmen oder eine Behörde – genügen muss, um einem bestimmten Standard bei der Umsetzung des Qualitätsmanagements zu entsprechen. Es kann sowohl informativ für die Umsetzung innerhalb eines Unternehmens als auch zum Nachweis gegenüber Dritten dienen. Der Nachweis kann durch einen Zertifizierungsprozess mit anschließender Ausstellung eines zeitlich befristeten Zertifikates durch unabhängige Zertifizierungsstellen erbracht werden.
Die deutschsprachigen Ausgaben dieser Normen liegen inhaltsgleich, je nach Land als DIN (Deutschland, zweisprachig deutsch und englisch), ÖNORM (Österreich, einsprachig oder zweisprachig deutsch und englisch) oder SN (Schweiz, dreisprachig deutsch, englisch und französisch), vor (siehe Europäische Norm (EN)).
Die Internationale Ausgabe kann zusätzlich in Spanisch und Russisch bezogen werden. Die englische Version liegt auch als „Redline“ vor, hier werden alle Änderungen zur früheren Norm farbig hervorgehoben.

## ISO 9000 ff.
Mit der Normenreihe EN ISO 9000 ff. sind Normen geschaffen worden, die die Grundsätze für Maßnahmen zum Qualitätsmanagement dokumentieren. Gemeinsam bilden sie einen zusammenhängenden Satz von Normen für Qualitätsmanagementsysteme, die das gegenseitige Verständnis auf nationaler und internationaler Ebene erleichtern sollen.
Jedes Produkt (inklusive jeder Dienstleistung) unterliegt anderen spezifischen Anforderungen und ist demnach nur unter individuellen Qualitätssicherungsmaßnahmen zu erzeugen. Qualitätsmanagementsysteme hingegen sind nicht produktorientiert und daher abhängig von der Branche und den spezifischen Produkten und/oder Dienstleistungen sowie Verträgen mit Kunden individuell aufgebaut.
Die Normen EN ISO 9000:2000 ff. sind grundsätzlich prozessorientiert aufgebaut. Die Vorgängernormen ISO 9000:1994 ff. definierten 20 Elemente des Qualitätsmanagements, die den Standardprozessen der produzierenden Industrie von der Entwicklung über Produktion und Montage bis zum Kundendienst entsprachen, so dass der Aufbau der Vorgängernorm die Übertragung zum Beispiel auf Dienstleistungsunternehmen erschwerte, da es keine analogen Prozessbezeichnungen gab.

## Entstehung der Normenreihe ISO 9000
Im Jahr 1979 begründete die British Standards Institution (BSI) mit dem BS 5750 den ersten Standard für Qualitätsmanagementsysteme, welcher als Vorläufer der ISO 9000er Serie gilt. 1987 wurde die ISO 8402 eingeführt, die im Jahr 2000 von der ISO 9000 abgelöst wurde.
1994 wurden die Normen ISO 9001, 9002 und 9003 als Zertifizierungsnormen verabschiedet, von denen zwischenzeitlich nur noch die ISO 9001 als Zusammenfassung aller drei Normen gültig ist. Aus dieser Reihe wurde die ISO 9001 inzwischen zu einer der meistakzeptierten Normen im Qualitätsmanagement. Nach Angaben der Internationalen Organisation für Normung (ISO) wurden bis Ende 2022 über 1,2 Mio. Zertifikate basierend auf der Norm ISO 9001 in über 189 Ländern erteilt. In Deutschland besaßen 2012 rund 51.000 Organisationen eine derartige Zertifizierung.

## Inhalte der ISO-9000-Normenreihe

### ISO 9000
Diese Norm definiert Grundlagen und Begriffe zu Qualitätsmanagementsystemen. Erläutert werden die Grundlagen für Qualitätsmanagementsysteme und die in der Normenreihe ISO 9000 ff. verwendeten Begriffe. Des Weiteren wurden in Kapitel 0.2 die acht Grundsätze des Qualitätsmanagements aufgelistet, die seit der Revision 2015 nur noch „Sieben Grundsätze des Qualitätsmanagements“ sind (auch in der ISO 9004 wird seit der Revision 2018 nun auf die Grundsätze der ISO 9000:2015 verwiesen).
1. Kundenorientierung
2. Verantwortlichkeit der Führung
3. Einbeziehung der beteiligten Personen
4. Prozessorientierter Ansatz und (früher eigenständig) Systemorientierter Managementansatz
5. Kontinuierliche Verbesserung
6. Sachbezogener Entscheidungsfindungsansatz
7. Lieferantenbeziehungen zum gegenseitigen Nutzen

Die europäische Norm EN ISO 9000:2000 wurde in drei offiziellen Fassungen in englischer, deutscher und französischer Sprache veröffentlicht. Auch der prozessorientierte Ansatz des Qualitätsmanagements wird erklärt, basierend auf dem nach William Edwards Deming benannten Demingkreis (engl. auch Deming Cycle oder PDCA).
Die ISO 9000:2005 wurde überarbeitet und danach als Ausgabe ISO 9000:2015-11 veröffentlicht.

### ISO 9001
ISO 9001 legt die Mindestanforderungen an ein Qualitätsmanagementsystem (QM-System) fest, denen eine Organisation zu genügen hat, um Produkte und Dienstleistungen bereitstellen zu können, welche die Kundenerwartungen sowie allfällige behördliche Anforderungen erfüllen. Zugleich soll das Managementsystem einem stetigen Verbesserungsprozess unterliegen.

### ISO 9004
Die EN ISO 9004 stellt einen Leitfaden bereit, der sowohl die Wirksamkeit als auch die Effizienz des Qualitätsmanagementsystems betrachtet. Dieser enthält Anleitungen zur Ausrichtung eines Unternehmens in Richtung Total-Quality-Management (TQM), ist aber keine Zertifizierungs- oder Vertragsgrundlage.
Stattdessen kann sie als Anleitung zur Selbstbewertung genutzt werden. Im Anhang gibt es dazu Listen die zu den einzelnen Forderungen konkrete Hinweise zu den „Reifegraden“ geben (Reifegrad 1 stellt die Minimalforderungen dar, Reifegrad 3 sollte von einer Unternehmung mit ISO-9001-zertifiziertem Managementsystem erreicht werden und Reifegrad 5 orientiert sich an der Spitzenleistung im jeweiligen Sektor).
Die EN ISO 9004 stellt eher das „Managementdesign“ (ein Management-Modell und kein eigenes Managementsystem) dar. Die konkrete Umsetzung der EN ISO 9004 entspricht weitestgehend dem EFQM-Modell, das keine Norm ist, sondern ein umfassendes ganzheitliches Qualitätsmanagementsystem im Sinne von Total-Quality-Management (TQM) und z. B. die Protokollierung der Qualitätsprüfungen und der Qualitätskontrollen beinhaltet.
Mit Ausgabedatum Dezember 2009 liegt eine Neufassung der EN ISO 9004 mit dem Titel „Leiten und Lenken für den nachhaltigen Erfolg einer Organisation – Ein Qualitätsmanagementansatz“ vor.
Die Kapiteleinteilung entspricht in etwa der Struktur der alten ISO 9001:2008 und damit leider nicht der High Level Structure (HLS).
| 3        | Begriffe                                                                           |
| 3.1      | nachhaltiger Erfolg                                                                |
| 3.2      | Umfeld einer Organisation                                                          |
| 4        | Leiten und Lenken für den nachhaltigen Erfolg einer Organisation                   |
| 4.1      | Allgemeines                                                                        |
| 4.2      | Nachhaltiger Erfolg                                                                |
| 4.3      | Das Umfeld der Organisation                                                        |
| 4.4      | Interessierte Parteien, Erfordernisse und Erwartungen                              |
| 5        | Strategie und Politik                                                              |
| 5.1      | Allgemeines                                                                        |
| 5.2      | Konzeption von Strategie und Politik                                               |
| 5.3      | Umsetzung von Strategie und Politik                                                |
| 5.3.1    | Allgemeines                                                                        |
| 5.3.2    | Prozesse und Vorgehensweisen                                                       |
| 5.3.3    | Umsetzung                                                                          |
| 5.4      | Kommunikation von Strategie und Politik                                            |
| 6        | Management von Ressourcen                                                          |
| 6.1      | Allgemeines                                                                        |
| 6.2      | Finanzielle Ressourcen                                                             |
| 6.3      | Mitarbeiter der Organisation                                                       |
| 6.3.1    | Mitarbeiterführung                                                                 |
| 6.3.2    | Kompetenz der Mitarbeiter                                                          |
| 6.3.3    | Einbindung und Motivation der Mitarbeiter                                          |
| 6.4      | Lieferanten und Partner                                                            |
| 6.4.1    | Allgemeines                                                                        |
| 6.4.2    | Auswahl, Evaluierung und Verbesserung der Fähigkeiten von Lieferanten und Partnern |
| 6.5      | Infrastruktur                                                                      |
| 6.6      | Arbeitsumgebung                                                                    |
| 6.7      | Wissen, Information und Technologie                                                |
| 6.7.1    | Allgemeines                                                                        |
| 6.7.2    | Wissen                                                                             |
| 6.7.3    | Information                                                                        |
| 6.7.4    | Technologie                                                                        |
| 6.8      | Natürliche Ressourcen                                                              |
| 7        | Prozessmanagement                                                                  |
| 7.1      | Allgemeines                                                                        |
| 7.2      | Prozessplanung und -lenkung                                                        |
| 7.3      | Prozessverantwortung und -befugnis                                                 |
| 8        | Überwachung, Messung, Analyse und Bewertung                                        |
| 8.1      | Allgemeines                                                                        |
| 8.2      | Überwachung                                                                        |
| 8.3      | Messung                                                                            |
| 8.3.1    | Allgemeines                                                                        |
| 8.3.2    | Entscheidende Leistungskenngrößen                                                  |
| 8.3.3    | Internes Audit                                                                     |
| 8.3.4    | Selbstbewertung                                                                    |
| 8.3.5    | Benchmarking                                                                       |
| 8.4      | Analyse                                                                            |
| 8.5      | Bewertung der durch Überwachung, Messung und Analyse erhaltenen Informationen      |
| 9        | Verbesserung, Innovation und Lernen                                                |
| 9.1      | Allgemeines                                                                        |
| 9.2      | Verbesserung                                                                       |
| 9.3      | Innovation                                                                         |
| 9.3.1    | Allgemeines                                                                        |
| 9.3.2    | Anwendung                                                                          |
| 9.3.3    | Zeitliche Planung                                                                  |
| 9.3.4    | Prozess                                                                            |
| 9.3.5    | Risiken                                                                            |
| 9.4      | Lernen                                                                             |
| Anhang A | Werkzeug zur Selbstbewertung                                                       |
| A1       | Allgemeines                                                                        |
| A2       | Reifegradmodell                                                                    |
| A3       | Selbstbewertung von Schlüsselelementen                                             |
| A4       | Ausführliche Selbstbewertung der einzelnen Elemente                                |
| A5       | Verwendung der Selbstbewertungswerkzeuge                                           |
| A6       | Ergebnisse der Selbstbewertung und Planung von Verbesserungen und Innovationen     |
| Anhang B | Grundsätze des Qualitätsmanagements                                                |
| B1       | Einleitung                                                                         |
| B2       | 1. Grundsatz: Kundenorientierung                                                   |
| B3       | 2. Grundsatz: Führung                                                              |
| B4       | 3. Grundsatz: Einbeziehung der Mitarbeiter                                         |
| B5       | 4. Grundsatz: Prozessorientierter Ansatz                                           |
| B6       | 5. Grundsatz: Systemorientierter Managementansatz                                  |
| B7       | 6. Grundsatz: Ständige Verbesserung                                                |
| B8       | 7. Grundsatz: Sachbezogener Ansatz zur Entscheidungsfindung                        |
| B9       | 8. Grundsatz: Lieferantenbeziehungen zum gegenseitigen Nutzen                      |
| Anhang C | Entsprechungen zwischen ISO 9004: 2009 und ISO 9001: 2008                          |
|          | Literaturhinweise                                                                  |

### ISO 19011
Diese Norm gibt eine Anleitung zur Umsetzung von Auditprinzipien, zum Management von Auditprogrammen und zur Durchführung von Audits für Qualität- und Umweltmanagementsysteme. Ferner gibt sie eine Anleitung zur Qualifikation von Auditoren. Sie ist anwendbar für interne und externe Audits.

### ISO/IEC 17021
Diese Norm enthält Anforderungen an Stellen, die Managementsysteme auditieren und zertifizieren.

## Bedeutung
Drei Bereiche lassen sich für die Bedeutung einer Einführung von ISO 9000 herausstellen: Marktstrategie, Zukunftssicherung und rechtliche Aspekte. Bedeutsam ist, dass die Normen selbst keinen Rechtscharakter haben, vielmehr werden die Managementsysteme auf freiwilliger Basis durch eine für diese Aufgabe akkreditierte Stelle zertifiziert. In Anwendung der EU-Vorschriften existiert in jedem EU-Land nur noch jeweils eine nationale (zentrale) Akkreditierungsstelle, welche die Zertifizierungsstellen akkreditiert. Mit diesem Verfahren soll eine zuverlässige Ausführung der durch die Normen festgelegten Vorgaben gesichert werden.
In Deutschland wurde durch das Gesetz über die Akkreditierungsstelle gemäß Artikel 4 Absatz 1 der Verordnung (EG) Nr. 765/2008 die Deutsche Akkreditierungsstelle mit der Aufgabe beliehen. Der Gesetzestext meint mit dieser Bezeichnung das alleinige Recht, die Kompetenz der zertifizierenden Stellen zu bestätigen und zuzulassen, also zu akkreditieren.
In der Schweiz wird diese Aufgabe durch die Schweizerische Akkreditierungsstelle (SAS) wahrgenommen.

### Marktstrategische Bedeutung
Aus marktstrategischer Sicht dient ein Zertifikat dazu, einem Unternehmen den Standard seiner Prozesse und Produkte oder Dienstleistungen nachzuweisen. Für Hersteller, Zulieferer und große internationale Unternehmen kann das Zertifikat als zwingend betrachtet werden, um überhaupt Aufträge einer gewissen Größenordnung zu bekommen.

### Zukunftssicherung
Die Einführung eines guten QMS hilft einem Unternehmen bei der Weiterentwicklung des eigenen Potentials. Ein QMS, welches den Anforderungen der Normenreihe genügt, ist somit ein Weg, ein Unternehmen – trotz des Wandels und der dadurch veränderten Rahmenbedingungen und Anforderungen – zukunftssicher zu gestalten und zu lenken.

### Rechtliche Bedeutung
Rechtlich gesehen werden nur die Normen EN ISO 13485 für Medizinprodukte sowie die ISO 9000 ff. Normenreihe für alle anderen Produkte als einzige Zertifizierungsgrundlagen von allen nationalen Normungs- und Zertifizierungsgesellschaften in der EU und weitgehend weltweit akzeptiert. Damit bieten diese Normen eine rechtliche Basis, die gerade für international tätige Unternehmen von großer Bedeutung ist. Dies ist insbesondere bei der Produkthaftung ein wesentliches Argument, welches für die Zertifizierung eines Unternehmens spricht.

## Zurückgezogene Normen
Folgende Normen wurden zurückgezogen:
EN ISO 8402:1994
enthielt „Qualitätsmanagement und Qualitätssicherung – Begriffe“ und definierte die Grundbegriffe für die Qualitätskonzeption, wie sie für Erzeugnisse und Dienstleistungen, für die Vorbereitung und Anwendung von Qualitätsnormen und für das gegenseitige Verständnis bei der internationalen Kommunikation angewendet werden sollten. Sie wurde im Dezember 2000 zurückgezogen und durch EN ISO 9000:2001 ersetzt (jetzt EN ISO 9000:2005).
EN ISO 9001:2008
wurde im November 2015 zurückgezogen und durch die EN ISO 9001:2015 ersetzt.
EN ISO 9000:2000
wurde im Dezember 2005 zurückgezogen und durch die EN ISO 9000:2005 ersetzt.
EN ISO 9002:1994
betrachtete nur einen Ausschnitt aus dem Entstehungsprozess eines Produktes, indem sie nur Produktion und Montage im Blick hatte, also die Bereiche, in denen Zulieferer ihre Teilaufgaben erfüllten. Diese Norm hat mit der Revision der Normenreihe zum Qualitätsmanagement (ISO 9000ff) im Jahr 2000 ihre Gültigkeit verloren. In einer Übergangsfrist bis Ende 2003 gab es noch Zertifikate nach dieser Norm.
EN ISO 9003:1994
machte Aussagen zur Qualitätssicherung im Bereich von Verantwortlichkeit, Fehlerkorrektur und anderes. Diese Norm ist zwischen Zulieferer und Abnehmer anwendbar, wenn beim Zulieferer ein bewährtes Qualitätssicherungssystem besteht. Diese Norm hat mit der Revision der Normenreihe zum Qualitätsmanagement (ISO 9000ff) im Jahr 2000 ihre Gültigkeit verloren. In einer Übergangsfrist bis Ende 2003 gab es noch Zertifikate nach dieser Norm. Kurioserweise hat diese Norm in der Medizintechnik weiterhin Gültigkeit. Da es für die EN 46003:1999 noch immer keine Nachfolgenorm analog zur EN ISO 13485:2003 gibt, kann die EN ISO 9003:1994 in dieser Branche weiterhin als Zertifizierungsgrundlage angewandt werden.
QS 9000
QS 9000 war ein Qualitätsstandard, der gemeinschaftlich von den Automobilherstellern General Motors, Chrysler und Ford entwickelt wurde. Er wurde ab 1994 in der Automobilindustrie angewendet. Der Standard teilte sich in drei Abschnitte.
- Teil 1: ISO 9001 mit einigen Erweiterungen für Anforderungen in der Automobilindustrie.
- Teil 2: Zusätzliche Anforderungen, die von den drei genannten Automobilherstellern übernommen wurden.
- Teil 3: Systemanforderungen, die für einzelne Hersteller spezifisch sind.

Am 14. Dezember 2006 wurden alle drei Teile zurückgezogen. Die QS 9000 wurde von der ISO 9001 und der ISO/TS 16949 ersetzt. Die ISO/TS 16949 wurde 2016 durch die IATF 16949 ersetzt.

## Umsetzung im betrieblichen Rahmen
Bei der Einführung eines Qualitätsmanagementsystems nach EN ISO 9001 in einer Organisation kann die Entwicklung in eine von drei Phasen eingeteilt werden.
1. Betriebe, die vor der Einführung eines Qualitätsmanagementsystems stehen;
2. Betriebe in der Einführungsphase kurz vor der Zertifizierung und
3. Betriebe, die bereits zertifiziert sind und dieses System weiterhin verfolgen.

Bei Betrieben die bereits ein QM-System haben, dieses aber für eine ISO-Zertifizierung umstellen wollen, muss das bestehende System in einzelne Abläufe und Verfahrensbeschreibungen zerlegt, die einzelnen Prozesse auf Aktualität, Angemessenheit, Plausibilität und Notwendigkeit geprüft werden und abschließend die Abläufe nach neuen Gestaltungsprinzipien wieder zusammengefügt werden.

## Branchenspezifische Normen
Es gibt eine Reihe von branchenspezifischen Normen und anderen Spezifikationen zum Qualitätsmanagement, die teilweise als Ergänzungsnormen zur ISO 9001 oder als Leitfaden verfasst sind.
- ISO 10006 Leitfaden Qualitätsmanagement in Projekten
- ISO/TR 10013 Leitfaden für die Dokumentation des Qualitätsmanagementsystems
- ISO 10014 Qualitätsmanagementsysteme – Leitfaden zur Erzielung finanziellen und wirtschaftlichen Nutzens
- ISO 13485 Medizinprodukte – Qualitätsmanagementsysteme – Anforderungen für regulatorische Zwecke
- ISO/TR 14969 Qualitätssicherungssysteme – Medizinprodukte – Anleitung zur Anwendung von ISO 13485
- ISO 15189 Medizinische Laboratorien – Besondere Anforderungen an die Qualität und Kompetenz
- ISO 15378 Primärverpackungen für Arzneimittel – Besondere Anforderungen für die Anwendung von ISO 9001:2000 entsprechend der Guten Herstellungspraxis (GMP)
- ISO 16106 Verpackung – Verpackungen zur Beförderung gefährlicher Güter – Gefahrgutverpackungen, Großpackmittel (IBC) und Großverpackungen – Leitfaden für die Anwendung der ISO
- IATF 16949 Qualitätsmanagementsysteme – Besondere Anforderungen bei Anwendung von ISO 9001:2008 für die Serien- und Ersatzteil-Produktion in der Automobilindustrie
- ISO/IEC 17025 Allgemeine Anforderungen an die Kompetenz von Prüf- und Kalibrierlaboratorien
- ISO 17100 Übersetzungsdienstleistungen – Dienstleistungsanforderungen
- ISO 18295 Qualitätsmanagementsystem mit besonderen Anforderungen an die Call Center spezifischen Voraussetzungen
- ISO/IEC 19796-1 Informationstechnik – Lernen, Ausbilden und Weiterbilden – Qualitätsmanagement, -sicherung und -metriken – Teil 1: Allgemeiner Ansatz
- ISO/TS 29001 Erdöl-, petrochemische und Erdgasindustrie – Bereichsspezifische Qualitätsmanagementsysteme – Anforderungen an Organisationen für Produkt- und Dienstleistungsbereitstellung
- ISO 29990 Lerndienstleistungen für die Aus- und Weiterbildung – Grundlegende Anforderungen an Dienstleister
- ISO/IEC 80079-34 Explosionsgefährdete Bereiche – Anwendung von Qualitätsmanagementsystemen
- ISO/IEC 90003 Software- und Systemtechnik – Richtlinien für die Anwendung der ISO 9001:2000 auf Software
- EN 9100, AS 9100 Luft- und Raumfahrt – Qualitätsmanagementsysteme – Anforderungen (basiert auf ISO 9001:2000) und Qualitätssysteme
- EN 12507 Dienstleistungen im Transportwesen – Leitfaden zur Anwendung von EN ISO 9001:2000 auf den Straßen- und Schienengüterverkehr, die Lagerhaltung und die Verteilerindustrie
- EN 12798 Qualitätsmanagement für die Beförderung – Beförderung auf der Straße, mit der Eisenbahn und auf Binnenwasserstraßen – Forderungen des Qualitätsmanagementsystems zur Ergänzung von EN ISO 9001 im Hinblick auf Sicherheit bei der Beförderung gefährlicher Güter
- EN 15224 Dienstleistungen in der Gesundheitsversorgung – Qualitätsmanagementsysteme – Anleitung zur Anwendung von EN ISO 9001:2008
- EN 15358 Feste Sekundärbrennstoffe – Qualitätsmanagementsysteme – Besondere Anforderungen für die Anwendung bei der Herstellung von festen Sekundärbrennstoffen
- CEN/TR 15592 Dienstleistungen in der Gesundheitsversorgung – Qualitätsmanagementsysteme – Leitfaden für die Anwendung der EN ISO 9004:2000 auf die Dienstleistungen in der Gesundheitsversorgung zur Leistungsverbesserung
- KTQ Anforderungen an Einrichtungen des Gesundheitswesens, insb. Krankenhäuser
- VDA 6.1 Regelwerk der deutschen Automobilindustrie – QM-Systemaudit –
- VDA 6.2 Regelwerk der deutschen Automobilindustrie – Dienstleistungen –
- VDA 6.4 Regelwerk der deutschen Automobilindustrie – Produktionsmittelherstellung –
- E DIN VDE 0753-4: Anwendungsregeln für Verfahren zur chronischen extrakorporalen Nierenersatztherapie – Qualitätsmanagement in Dialyseeinrichtungen
- PAS 1037 Anforderungen an Qualitätsmanagementsysteme von Organisationen der wirtschaftsorientierten Aus- und Weiterbildung: QM STUFEN-MODELL
- S 9000 Regelwerk der nordamerikanischen Automobilindustrie (gültig bis 14. Dezember 2006, danach Upgrade auf ISO/TS 16949:2002 gefordert)
- TL 9000 QuEST – Quality Excellence for Suppliers of Telecommunications
- IRIS (Bahnstandard) International Railway Industry Standard – Anforderung an das Qualitätsmanagementsystem der Lieferanten von Bahnsystemherstellern
- ISAS BC-9001 Internationale Qualitätsmanagementnorm für die Medienbranche – Anforderungen an das Qualitätsmanagementsystem von Rundfunkorganisationen